# České Velenice
České Velenice (deutsch Gmünd-Bahnhof, ursprünglich Unterwielands, 1938–1945: Gmünd III) ist eine Stadt mit knapp 4000 Einwohnern im Okres Jindřichův Hradec. Sie gehört zur Südböhmischen Region.

## Geographie
České Velenice liegt am linken Ufer der Lainsitz, die hier die Grenze zu Österreich bildet. Auf der gegenüberliegenden Flussseite liegt die österreichische Stadt Gmünd, zu der eine Eisenbahnstrecke und eine Straße führen. Im Nordosten grenzt České Velenice an den Gmünder Stadtteil Böhmzeil, zu dem eine für den Kraftfahrzeugverkehr zugelassene Straße führt. Südwestlich der Stadt schließt sich der österreichische Ort Wielands an. Die an drei Seiten von österreichischem Gebiet umgebene Stadt ist nur im Nordwesten mit tschechischem Territorium verbunden.

## Geschichte
Mit dem Bau der Kaiser-Franz-Josephs-Bahn wurde von 1868 bis 1870 auf den Fluren des Dorfes Wielands ein Bahnhof für die Stadt Gmünd errichtet. Die entstehende Ansiedlung Unterwielands (Dolní Velenice) entwickelte sich schnell zu einem Stadtteil von Gmünd. Hatte sie im Jahr 1880 noch 140 Häuser und 1930 Einwohner, waren es im Jahr 1910 bereits 341 Häuser mit 5713 Einwohnern. Der Anteil der deutschsprachigen Volksgruppe war in diesem Zeitraum von 72 % auf 80 % angewachsen, obwohl viele Tschechen als Eisenbahnwerkstätten-Arbeiter angesiedelt worden waren.
Von 1907 bis 1916 war Unterwielands mit der Elektrischen Oberleitungs-Automobillinie Gmünd mit der Gmünder Innenstadt verbunden.
Nach der 1918 erfolgten Gründung der Tschechoslowakei erhielt diese im Jahre 1920 noch grenznahe Gebiete Österreichs zugesprochen, darunter Teile des Stadtgebietes von Gmünd links der Lainsitz.
Der Stadtteil Gmünd-Bahnhof, zu dem noch Josefschlag (Josefsko, heute Žižkovo Předměstí) und ein Teil von Böhmzeil (Česká Cejle) gehörten, wurde anfangs Cmunt bzw. Český Cmunt genannt. Mit Erlass vom 31. Dezember 1922 und der Erhebung zur Stadt erhielt sie die heutige Bezeichnung České Velenice. Der tschechische Name bedeutet „Böhmisch Wielands“ und nimmt somit nicht auf Gmünd, sondern auf die ursprüngliche Ansiedlung Unterwielands (Dolní Velenice)  und damit indirekt auf das kleinere, südlich gelegene und in Österreich verbliebene Wielands Bezug. Die Eisenbahnwerkstätten waren weiterhin wichtiger Wirtschaftsfaktor und Arbeitgeber.
Zwischen 1938 und 1945 war die Stadt unter der Bezeichnung Gmünd III noch einmal mit Gmünd vereinigt.
Nach Ende des Zweiten Weltkriegs konnte bis 1949 die Grenze nach Gmünd problemlos ohne Reisepass überquert werden. Danach wurde die Grenze geschlossen, und grenznahe Gebiete, darunter auch České Velenice, wurden zu einer abgeriegelten Grenzzone erklärt, in die auch tschechoslowakische Staatsbürger nur mit Passierschein durften. Der Bahnhof fiel nicht in die Grenzzone. Am 1. Juni 1959 endete das Passierschein-Regime für České Velenice, das Betreten der Stadt wurde jedoch bis 1989 vom Grenzschutz kontrolliert.

## Kultur und Sehenswürdigkeiten

### Museen
- GaMu - Galerie a Muzeum České Velenice, třída Čsl. legií 1

### Bauwerke

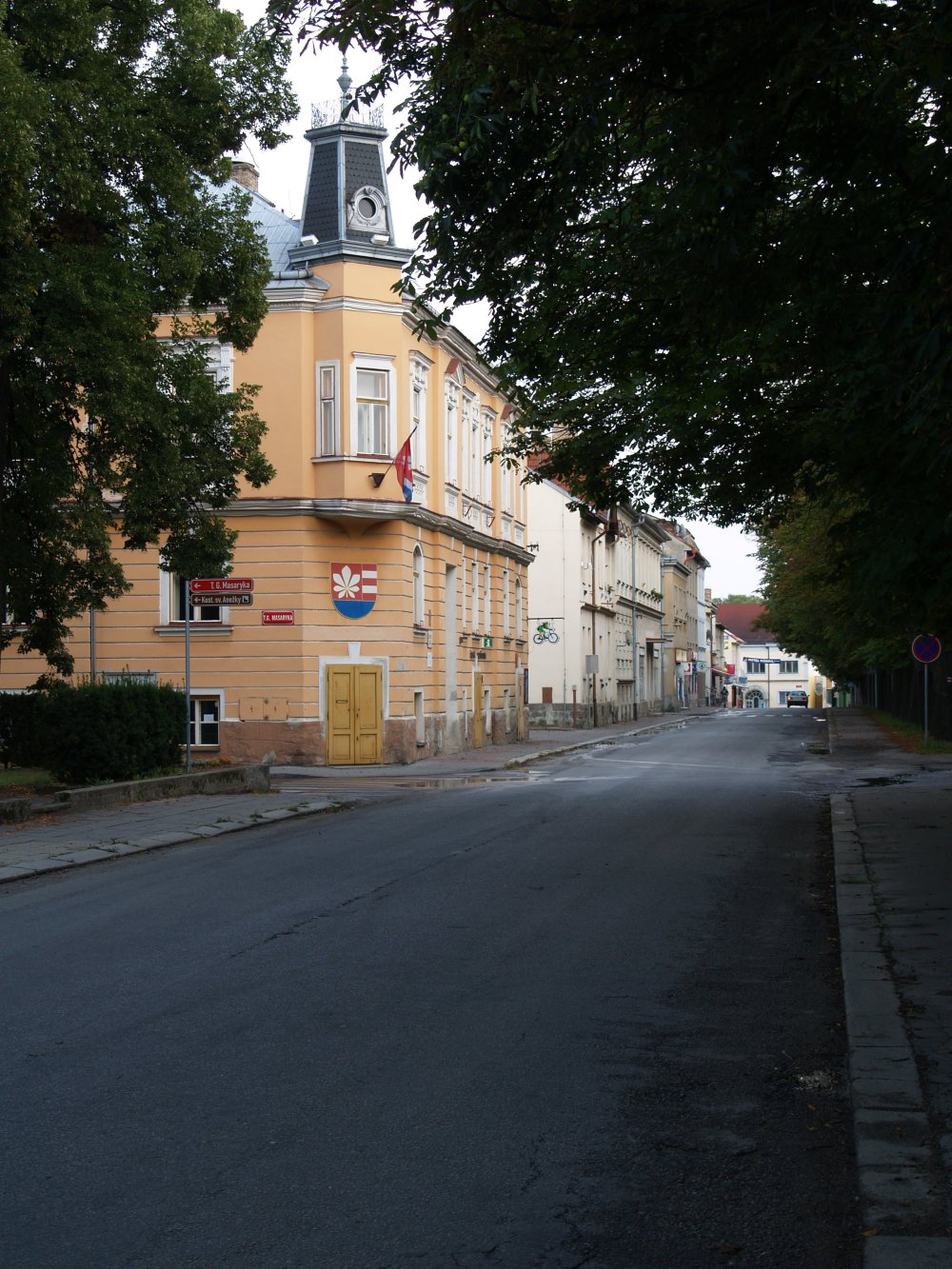
Rathaus von České Velenice

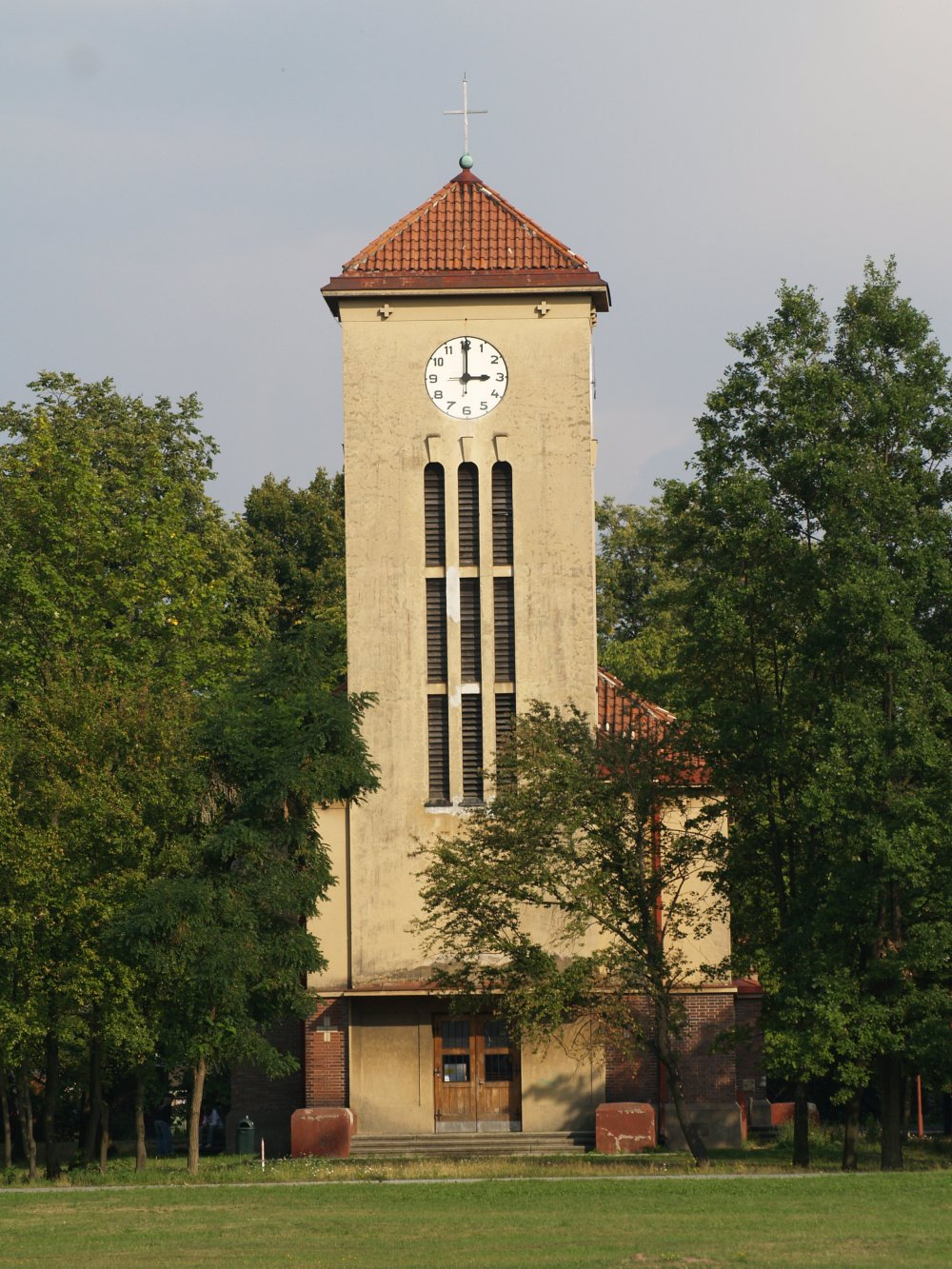
Kirche von České Velenice

- Kirche der heiligen Agnes von Böhmen
- Rathaus

## Verkehr

### Bahnverkehr
Die Stadt besitzt einen Bahnhof im europäischen Standard. Er stammt aus der Zeit der Österreichisch-Ungarischen Monarchie und war bis zu deren Ende der Hauptbahnhof von Gmünd an der Kaiser Franz Josephs-Bahn. Der heutige Bahnhof ist das im Jahr 1909 neu errichtete und in den Jahren 2010–2012 renovierte Bahnhofsgebäude.
Der Bahnhof ist Endpunkt der Bahnstrecke České Velenice–Praha sowie der Bahnstrecke České Velenice–České Budějovice. Via Gmünd stellt er auch heute die Verbindung zur österreichischen Franz-Josefs-Bahn her. Die meisten Regionalexpress-Züge vom Wiener Franz-Josefs-Bahnhof enden nicht im Bahnhof Gmünd, sondern im Bahnhof von České Velenice. Der Bahnhof ist Grenzbahnhof und internationaler Anschlussbahnhof.

## Söhne und Töchter der Stadt
- Adolf Born (1930–2016), tschechischer Karikaturist und Grafiker
- Anton Legner (* 1928), Kunsthistoriker